# كريس باور
كريس باور (بالإنجليزية: Chris Bauer)‏ (و. 1966 – م) هو ممثل، وممثل أفلام، وممثل تلفزيوني من الولايات المتحدة الأمريكية . ولد في لوس أنجلوس .

## التعليم
تعلم في جامعة ييل، وYale School of Drama، والأكاديمية الأميركية للفنون المسرحية

## روابط خارجية
- كريس باور على موقع IMDb (الإنجليزية)
- كريس باور على موقع ألو سيني (الفرنسية)
- كريس باور على موقع أول موفي (الإنجليزية)
- كريس باور على موقع قاعدة بيانات برودواي على الإنترنت (الإنجليزية)
- كريس باور على موقع قاعدة بيانات الأفلام السويدية (السويدية)
- كريس باور على موقع إن إن دي بي (الإنجليزية)
- كريس باور على موقع قاعدة بيانات الفيلم (الإنجليزية)
- كريس باور على موقع كينوبويسك (الروسية)